# Liste der denkmalgeschützten Objekte in Bernhardsthal
Die Liste der denkmalgeschützten Objekte in Bernhardsthal enthält die 24 denkmalgeschützten, unbeweglichen Objekte der Gemeinde Bernhardsthal.

## Denkmäler
| Foto |                 | Denkmal | Standort                                                    | Beschreibung | Metadaten |
| ---- | --------------- | --- | ----------------------------------------------------------- | --- | --- |
| ja   | Datei hochladen | Eisenbahnbrücke, Hamelbachviadukt HERIS-ID: 13135seit 2021                                                                 | bei Am Teich 222 Standort KG: Bernhardsthal                 | Der Viadukt über den Hamelbach bzw. den Bernhardsthaler Teich wurde im Zuge des Baus der Nordbahn 1839 von Carl von Ghega konstruiert. | BDA-Hist.: Q97342664 Status: Bescheid Stand der BDA-Liste: 2025-06-30 Name: Eisenbahnbrücke, Hamelbachviadukt GstNr.: 459/17 Viadukt über den Bernhardsthaler Teich                                                            |
| ja   | Datei hochladen | Figurenbildstock hl. Johannes Nepomuk HERIS-ID: 13138 Objekt-ID: 9305                                                      | bei Hauptstraße 63 Standort KG: Bernhardsthal               | Nördlich der Kirche steht eine 1729 geschaffene Statue des Johannes Nepomuk. | BDA-Hist.: Q38154398 Status: § 2a Stand der BDA-Liste: 2025-06-30 Name: Figurenbildstock hl. Johannes Nepomuk GstNr.: 295 Nepomuk Berhardsthal Kirche                                                                          |
| ja   | Datei hochladen | Kath. Pfarrkirche hl. Ägydius mit Tormauer HERIS-ID: 13133 Objekt-ID: 9300                                                 | Hauptstraße 63 Standort KG: Bernhardsthal                   | Der romanische Kern umfasst das Langhaus aus dem 12. Jahrhundert. Die mehrmals umgebaute und erweiterte Kirche wurde 1684 barockisiert. Ihre spätbarocke Ausstattung wurde im 19. Jahrhundert ergänzt, so stammt das Ägydius-Altarbild von Ludwig Mayer aus dem Jahr 1856. | BDA-Hist.: Q38154205 Status: § 2a Stand der BDA-Liste: 2025-06-30 Name: Kath. Pfarrkirche hl. Ägydius mit Tormauer GstNr.: 295 Pfarrkirche Bernhardsthal                                                                       |
| ja   | Datei hochladen | Pfarrhof HERIS-ID: 13134 Objekt-ID: 9301                                                                                   | Hauptstraße 64 Standort KG: Bernhardsthal                   | Der an der Hauptstraße gelegene Pfarrhof war ursprünglich von der Friedhofsmauer umgeben. | BDA-Hist.: Q38154244 Status: § 2a Stand der BDA-Liste: 2025-06-30 Name: Pfarrhof GstNr.: 291/1 Pfarrhof Bernhardsthal |
| ja   | Datei hochladen | Bildstock HERIS-ID: 85978 Objekt-ID: 100243                                                                                | schräg gegenüber Hauptstraße 122 Standort KG: Bernhardsthal | Der spätgotisch abgefaste Pfeiler hat einen Pyramidenaufsatz aus der ersten Hälfte des 16. Jahrhunderts. | BDA-Hist.: Q37714272 Status: § 2a Stand der BDA-Liste: 2025-06-30 Name: Bildstock GstNr.: 3704/1 |
| ja   | Datei hochladen | Bildstock HERIS-ID: 13139 Objekt-ID: 9306                                                                                  | bei Hauptstraße 282 Standort KG: Bernhardsthal              | Der Bildstock stammt aus dem 18. Jahrhundert. | BDA-Hist.: Q38154429 Status: § 2a Stand der BDA-Liste: 2025-06-30 Name: Bildstock GstNr.: 187/1 Bildstock Hauptstraße, Bernhardsthal                                                                                           |
| ja   | Datei hochladen | Ortswüstung Ödenkirchen HERIS-ID: 111256 Objekt-ID: 129048                                                                 | bei Teichstraße 425 Standort KG: Bernhardsthal              | Die Ortswüstung Ödenkirchen steht unter dem Wasser des Bernhardsthaler Teichs. Der Sage nach soll sich hier die erste Kirche und der älteste Ortsteil von Bernhardsthal befunden haben. | BDA-Hist.: Q37822952 Status: Bescheid Stand der BDA-Liste: 2025-06-30 Name: Ortswüstung Ödenkirchen GstNr.: 395 |
| ja   | Datei hochladen | Kloster St. Martha HERIS-ID: 13137 Objekt-ID: 9304                                                                         | Schulstraße 60 Standort KG: Bernhardsthal                   | Das Kloster St. Martha wurde 1925 erbaut und 1926 eingeweiht. | BDA-Hist.: Q38154371 Status: § 2a Stand der BDA-Liste: 2025-06-30 Name: Kloster St. Martha GstNr.: 286 Kloster Sankt Martha (Bernhardsthal)                                                                                    |
| ja   | Datei hochladen | Hügelgräber Bernhardsthal HERIS-ID: 21567 Objekt-ID: 17887                                                                 | Wehrlehen Standort KG: Bernhardsthal                        | Die drei Hügelgräber stammen aus der Hallstattzeit (800 – 400 v. Chr). Im nördlichsten Hügel gab es um 800 – 900 n. Chr. eine slawische Nachbestattung. | BDA-Hist.: Q37863511 Status: Bescheid Stand der BDA-Liste: 2025-06-30 Name: Hügelgräber Bernhardsthal GstNr.: 4263 Tumuli in Bernhardsthal                                                                                     |
| ja   | Datei hochladen | Flur-/Wegkapelle HERIS-ID: 85981 Objekt-ID: 100246                                                                         | Standort KG: Bernhardsthal                                  | Die Kapelle mit achtseitigem Grundriss wurde um das Jahr 1900 erbaut. | BDA-Hist.: Q37714297 Status: § 2a Stand der BDA-Liste: 2025-06-30 Name: Flur-/Wegkapelle GstNr.: 401, 4009 Wegkapelle, Bernhardsthal                                                                                           |
| ja   | Datei hochladen | Figurenbildstock hl. Johannes Nepomuk HERIS-ID: 13136 Objekt-ID: 9303                                                      | Standort KG: Bernhardsthal                                  | An der Straße nach Reintal steht die Statue aus dem Jahre 1716. | BDA-Hist.: Q38154329 Status: § 2a Stand der BDA-Liste: 2025-06-30 Name: Figurenbildstock hl. Johannes Nepomuk GstNr.: 4417, 907 Statue John of Nepomuk, Bernhardsthal                                                          |
| ja   | Datei hochladen | Latènezeitliches Gräberfeld und urgeschichtliche Siedlung Flur Kohlfahrt Weidl HERIS-ID: 112143 Objekt-ID: 130197seit 2014 | Standort KG: Bernhardsthal                                  | Auf der Ried Kohlfahrt stieß Richard Pittioni in den 1930er-Jahren bei der Erforschung eines slawischen Gräberfeldes (bekanntester Fund: das „Bernhardsthaler Bleikreuz“) auf ein Grab aus der Latènezeit. Weitere Funde aus dieser Epoche kamen bei späteren Grabungen zu Tage, darunter mehrere Skelette, ein Kindergrab und verschiedene Grabbeigaben. | BDA-Hist.: Q37828767 Status: § 9-Feststellung Bodendenkmal Stand der BDA-Liste: 2025-06-30 Name: Latènezeitliches Gräberfeld und urgeschichtliche Siedlung Flur Kohlfahrt Weidl GstNr.: 4152, 4136, 4150, 4157, 1606/2, 1606/4 |
| ja   | Datei hochladen | Bildstock HERIS-ID: 85986 Objekt-ID: 100252                                                                                | schräg gegenüber Hametweg 240 Standort KG: Katzelsdorf      | Der fünfeckige Bildstock stellt die Vierzehn Nothelfer dar. | BDA-Hist.: Q37714375 Status: § 2a Stand der BDA-Liste: 2025-06-30 Name: Bildstock GstNr.: 372/2 Bildstock Hametweg, Katzelsdorf (Bernhardsthal)                                                                                |
| ja   | Datei hochladen | Kath. Pfarrkirche hl. Bartholomäus HERIS-ID: 13140 Objekt-ID: 9308                                                         | nordwestlich Hauptstraße 55 Standort KG: Katzelsdorf        | Die neuromanisch-neugotische Kirche wurde von 1905 bis 1908 nach Plänen des Architekten Karl Weinbrenner erbaut. | BDA-Hist.: Q38154467 Status: § 2a Stand der BDA-Liste: 2025-06-30 Name: Kath. Pfarrkirche hl. Bartholomäus GstNr.: 191/1 Pfarrkirche Katzelsdorf                                                                               |
| ja   | Datei hochladen | Pfarrhof samt Umfriedung HERIS-ID: 13141 Objekt-ID: 9309                                                                   | Hauptstraße 73 Standort KG: Katzelsdorf                     | Der Ende des 18. Jahrhunderts errichtete Pfarrhof wurde Ende des 19. Jahrhunderts von Karl Weinbrenner umgebaut. | BDA-Hist.: Q38154481 Status: § 2a Stand der BDA-Liste: 2025-06-30 Name: Pfarrhof samt Umfriedung GstNr.: 154, 153/1, 153/2 Rectory in Katzelsdorf                                                                              |
| ja   | Datei hochladen | Tabernakelbildstock HERIS-ID: 85985 Objekt-ID: 100251                                                                      | bei Haus Marterberg 154 Standort KG: Katzelsdorf            | Der Pfeiler stammt aus dem 16. oder 17. Jahrhundert. Darin befindet sich eine hölzerne Figurengruppe aus der Zeit um 1870, die einen Barmherzigen Bruder darstellt, der einem Kranken den Weg zum Spital in Feldsberg weist. | BDA-Hist.: Q37714358 Status: § 2a Stand der BDA-Liste: 2025-06-30 Name: Tabernakelbildstock GstNr.: 3170/1 Bildstock Marterberg, Katzelsdorf (Bernhardsthal)                                                                   |
| ja   | Datei hochladen | Friedhof christlich HERIS-ID: 92631 Objekt-ID: 107574                                                                      | Radschin 82 Standort KG: Katzelsdorf                        | Der Friedhof wurde am 16. September 1838 eingeweiht. Der Aufbahrungsraum wurde in der ersten Hälfte des 19. Jahrhunderts, das Friedhofskreuz 1885 und der nach vier Seiten geöffnete Torbau um 1900 von Karl Weinbrenner errichtet. | BDA-Hist.: Q37760358 Status: § 2a Stand der BDA-Liste: 2025-06-30 Name: Friedhof christlich GstNr.: 2055/1, 2055/2 Friedhof Katzelsdorf (Bernhardsthal)                                                                        |
| ja   | Datei hochladen | Bildstock HERIS-ID: 13142 Objekt-ID: 9310                                                                                  | Ortsmitte Standort KG: Katzelsdorf                          | Die spätgotische und Ende des 19. Jahrhunderts erneuerte Floriani-Säule wurde laut Inschrift am Sockel 1296 errichtet, gemeint ist wahrscheinlich 1496. | BDA-Hist.: Q38154491 Status: § 2a Stand der BDA-Liste: 2025-06-30 Name: Bildstock GstNr.: 3169/1 |
| ja   | Datei hochladen | Bildstock Achtelkreuz HERIS-ID: 85984 Objekt-ID: 100250                                                                    | Standort KG: Katzelsdorf                                    | Der fünfeckige Bildstock zeigt Papst Urban I. (Weinheiliger) sowie die Eisheiligen Pankraz, Servaz, Bonifaz und die Sopherl. Er wurde in der zweiten Hälfte des 18. Jahrhunderts errichtet. | BDA-Hist.: Q37714339 Status: § 2a Stand der BDA-Liste: 2025-06-30 Name: Bildstock Achtelkreuz GstNr.: 3193/1 |
| ja   | Datei hochladen | Sog. Rosenkranzpark HERIS-ID: 92630 Objekt-ID: 107573                                                                      | neben der Kirche Standort KG: Katzelsdorf                   | Der Rosenkranzpark wurde 1888 von Karl Weinbrenner angelegt und vollendet, die Eröffnung fand 1893 statt. | BDA-Hist.: Q15126369 Status: § 2a Stand der BDA-Liste: 2025-06-30 Name: Sog. Rosenkranzpark GstNr.: 191/2 Rosenkranzpark Katzelsdorf                                                                                           |
| ja   | Datei hochladen | Figurenbildstock hl. Johannes Nepomuk HERIS-ID: 85996 Objekt-ID: 100262                                                    | bei Gstätte 60 Standort KG: Reinthal                        | Laut Inschrift wurde der Bildstock 1911 gewidmet. | BDA-Hist.: Q37714450 Status: § 2a Stand der BDA-Liste: 2025-06-30 Name: Figurenbildstock hl. Johannes Nepomuk GstNr.: 2851/1                                                                                                   |
| ja   | Datei hochladen | Figurenbildstock hl. Johannes Nepomuk HERIS-ID: 13144 Objekt-ID: 9312                                                      | gegenüber Hauptstraße 251 Standort KG: Reinthal             | Diese Sandstein-Statue wurde als „Nepomuk“-Statue in der Pfarrgasse vor dem Pfarrhof errichtet. Als 1911 eine neue Statue angeschafft wurde, bekam sie ihren heutigen Platz auf der Hauptstraße neben dem alten Zeughaus. Bei der Renovierung im Jahre 1993 stellte der akademische Maler Albert Haller aufgrund der ikonographischen Darstellung fest, dass es sich wegen des Steines in der rechten Hand um die Steinigung des hl. Stephanus handelt. So wurde der hl. Johannes Nepomuk zum hl. Stephanus. Die Nepomuk-Expertin der Erzdiözese Wien, Imelda Ruf, stellte 2010 fest, dass es sich um Nepomuk handelt, dem nur das Kreuz in seiner 1993 rekonstruierten linken Hand fehle. Auch der Sternenkranz mit den fünf Sternen deutet darauf hin. | BDA-Hist.: Q38154538 Status: § 2a Stand der BDA-Liste: 2025-06-30 Name: Figurenbildstock hl. Johannes Nepomuk GstNr.: 2851/1 Statue of John of Nepomuk in Reintal                                                              |
| ja   | Datei hochladen | Bildstock HERIS-ID: 13145 Objekt-ID: 9313                                                                                  | bei Ober den Gärten 241 Standort KG: Reinthal               | Das Marterl auf dem Ackerberg wurde 2008 renoviert. | BDA-Hist.: Q38154575 Status: § 2a Stand der BDA-Liste: 2025-06-30 Name: Bildstock GstNr.: 1255/3 |
| ja   | Datei hochladen | Kath. Pfarrkirche Allerheiligste Dreifaltigkeit und Friedhof HERIS-ID: 13143 Objekt-ID: 9311                               | Standort KG: Reinthal                                       | Die Kirche war ursprünglich eine Pestkapelle aus dem Jahr 1689, die 1728 und 1789/1790 umgebaut wurde. 1837 erfolgte eine Erweiterung und Erhöhung des Presbyteriums. Der Friedhof schließt nordöstlich an die Kirche an. | BDA-Hist.: Q38154528 Status: § 2a Stand der BDA-Liste: 2025-06-30 Name: Kath. Pfarrkirche Allerheiligste Dreifaltigkeit und Friedhof GstNr.: 349, 348 Pfarrkirche Reintal                                                      |